# August Linne
August Linne (* 15. Januar 1895 in Knetterheide; † 16. Mai 1964 in Detmold) war ein deutscher Politiker (SPD).

## Leben
Linne war der Sohn eines Ofensetzers und evangelischer Konfession. Er besuchte die Volksschule und arbeitete danach als Ziegler. Von 1914 bis 1918 war er Kriegsteilnehmer und danach bis 1921 Ziegler und Fabrikarbeiter mit Wohnsitz in Knetterheide. Von September 1921 bis zur Machtergreifung 1933 war er Angestellter des Fabrikarbeiterverbands in Detmold. Im Jahr 1927 war er Vorsitzender des ADGB-Landeskartells der Lippischen Gewerkschaften.
Ab 1945 war er zunächst kommissarischer Leiter der Polizeibehörde in Lippe, dann Leiter der Polizeidirektion Bielefeld. Seit 1947 war er Polizeioberrat in Detmold und dann aus gesundheitlichen Gründen einige Zeit in Ruhestand.

## Politik
Er gehörte der SPD an. 1932 bis 1933 war er Vorsitzender des SPD-Unterbezirks Lippe. Bei der Landtagswahl in Lippe 1921 kandidierte er auf Platz 17 der SPD-Liste, wurde aber nicht in den Landtag gewählt. Von 1925 bis 1933 war er für die SPD Mitglied des lippischen Landtags und dort 1933 Vorsitzender der SPD-Landtagsfraktion und Vizepräsident des Lippischen Landtags. Nach der Machtergreifung wurde er im Frühjahr 1933 in Haft genommen. Er legte das Landtagsmandat am 18. Mai 1933 nieder. Nachrücker wurde Willy Schulte.
Vom 17. November 1956 bis zu seinem Tod am 16. Mai 1964 war er Landrat des Kreises Detmold.